# Cullhuas (distrito)
Chupuro é um distrito da província de Huancayo, localizado do Departamento de Junín, Peru.

## Transporte
O distrito de Cullhuas é servido pela seguinte rodovia:
- PE-3S, que liga o distrito de La Oroya à Ponte Desaguadero (Fronteira Bolívia-Peru) - e a rodovia boliviana Ruta 1 - no distrito de Desaguadero (Região de Puno)